# Уряд Олексія Гончарука
Уряд Олексія Гончарука («Уряд технократів») — 20-й Кабінет міністрів України, що було сформовано 29 серпня 2019 року після вступу до повноважень депутатів Верховної Ради України IX скликання, обраної на позачергових виборах 21 липня.
Прем'єр-міністром було призначено Олексія Гончарука 290 голосами народних депутатів. Персональний склад Кабінету міністрів було затверджено у той же день 281 голосом «за». Верховна Рада відправила уряд у відставку 4 березня 2020 року. Уряд діяв впродовж 6 місяців і 4 днів, ставши таким чином найменш тривалим урядом в історії України (не враховуючи перший уряд Павла Лазаренка, який був формально розпущений після прийняття Конституції, і потім знову призначений).

## Історія
Призначення Гончарука Прем’єр-міністром України було схвалено Верховною Радою 29 серпня 2019 року. Гончарук на момент призначення був заступником голови Офісу Президента України. За його кандидатуру проголосували 290 нардепів, а представники більшості інших фракцій («Опозиційна платформа — За життя», «Європейська солідарність», «Батьківщина», «Голос») її не підтримали.  
| Депутатська група (фракція)      | За  | Проти | Утрималося | Не голосувало | Відсутні |
| -------------------------------- | --- | ----- | ---------- | ------------- | -------- |
| ▌Слуга народу                    | 247 | 0     | 0          | 4             | 1        |
| ▌Опозиційна платформа — За життя | 0   | 0     | 0          | 42            | 1        |
| ▌Європейська Солідарність        | 0   | 26    | 0          | 1             | 0        |
| ▌Батьківщина                     | 0   | 0     | 12         | 11            | 1        |
| ▌За майбутнє (депутатська група) | 22  | 0     | 0          | 0             | 0        |
| ▌Голос                           | 0   | 0     | 13         | 4             | 0        |
| ▌Позафракційні                   | 21  | 1     | 10         | 4             | 1        |
| Загалом (422)                    | 290 | 27    | 35         | 66            | 4        |

З трибуни новообраний прем’єр заявив, що в найближчі роки кожна третя гривня піде на погашення боргів. Прем'єр-міністр вважає, що основним показником привабливості бізнесу має стати доступ до дешевших ресурсів. Гончарук пообіцяв взяти під контроль кредитну ставку та імідж України.  Він вважає, що кредит під ставкою 12-13 річних є реальністю. На момент призначення Гончарука 10 мільйонів українців жили за межею бідності, а корупція продовжувала процвітати. 

#### Критика
- Опозиційна платформа — За життя - заявила, що головним завданням прем’єр-міністра має бути не імідж України чи її економічний розвиток, а припинення війни на Донбасі .
- Європейська солідарність поставила під сумнів прозорість відбору кандидата на посаду прем'єр-міністра.
- Лідер Батьківщини, Юлія Тимошенко розповіла журналістам 29 серпня 2019 , що незважаючи на те, що її партія не підтримує призначення Гончарук, її партія підтримає уряд (робота поза більшістю) і не буде сидіти на лавках опозиції. Менш ніж через три місяці партія перейшла в опозицію через незгоду з планом уряду скасувати давній мораторій на продаж сільськогосподарських земель.
- Голос не підтримав призначення Гончарука прем’єр-міністром, оскільки не був поінформований про склад решти уряду.

### Збереження Авакова в новому уряді
Одним із найгостріших питань, що були частиною тривалих дискусій і переговорів, було збереження міністра внутрішніх справ Арсена Авакова, який обіймав посаду з часів Революції гідності . Новообраний прем'єр-міністр Гончарук зазначив, що рішення залишити міністра було одним із найскладніших, але для міністра внутрішніх справ «намалював певні червоні лінії», які він не може переступити. 

### Плівки Гончарука
15 та 16 січня 2020 року на YouTube з'явилися два аудіозаписи, де Олексій Гончарук на нараді з керівництвом Мінфіну та Національного банку обговорює економічні пізнання Зеленського та називає себе «профаном в економіці». Розкручуванням сюжету займалися анонімний Telegram-канал «Темний лицар», видання Страна.ua та близькі до підприємця Ігоря Коломойського депутати «Слуги Народу» Максим Бужанський та Олександр Дубинський. Сам прем'єр-міністр назвав публікацію записів медіа-атакою, спрямованої проти уряду, що йшов вірним шляхом.
17 січня подав президентові України заяву про відставку, хоча за процедурою мав направити його до Верховної Ради. Пост Гончарука про відставку з'явилася о 09:21, о 09:26 вийшов коментар голови фракції «Слуга Народу» Давида Арахамії про командність прем'єра та необхідність його збереження. Офіс президента о 09:35 повідомив про отримання заяви Зеленським. Увечері цього ж дня президент зустрівся з Гончаруком і відмовився приймати його відставку, також доручивши правоохоронним органам за два тижні знайти осіб, які записали зустріч. Через те, що сталося, були жорсткі правила охорони голови Верховної Ради Дмитра Разумкова: при вході в його кабінет відвідувачі тепер повинні були здавати мобільні телефони
5 лютого СБУ провело обшуки у студії програми «Гроші» на телеканалі 1+1, керованій Олександром Дубинським, а також на квартирах колишніх та нинішніх співробітників ЗМІ: Дубинського, Євгена Куксіна, Дениса Данько та Олександра Низовцева. Наступного дня Володимир Зеленський заявив, що запис розмови прем'єр-міністра завантажили в інтернет з пристрою в офісі телеканалу та програми «Гроші». У червні 2020 року Зеленський заявляв про те, що досі не знає, хто стоїть за організацією прослуховування.

### Реорганізація міністерств
На засіданні 2 вересня 2019 року Кабінет Міністрів реорганізував низку міністерств шляхом об'єднання та перейменування як вказано у таблиці нижче. 6 вересня уряд утворив комісії з реорганізації зазначених міністерств.
| Нове міністерство                                                                               | Старі органи                                                                                 | Спосіб реорганізації          |
| ----------------------------------------------------------------------------------------------- | -------------------------------------------------------------------------------------------- | ----------------------------- |
| Міністерство розвитку громад та територій                                                       | Міністерство регіонального розвитку, будівництва та житлово-комунального господарства        | перейменування                |
| Міністерство розвитку економіки, торгівлі та сільського господарства                            | Міністерство економічного розвитку і торгівлі                                                | перейменування                |
| Міністерство розвитку економіки, торгівлі та сільського господарства                            | Міністерство аграрної політики та продовольства (Мінагрополітики)                            | приєднання                    |
| Міністерство енергетики та захисту довкілля                                                     | Міністерство екології та природних ресурсів                                                  | перейменування                |
| Міністерство енергетики та захисту довкілля                                                     | Міністерство енергетики та вугільної промисловості                                           | приєднання                    |
| Міністерство культури, молоді та спорту                                                         | Міністерство інформаційної політики                                                          | перетворення                  |
| Міністерство культури, молоді та спорту                                                         | Міністерство культури                                                                        | ліквідація і передача функцій |
| Міністерство культури, молоді та спорту                                                         | Міністерство молоді та спорту (Мінмолодьспорт)                                               | ліквідація і передача функцій |
| Міністерство у справах ветеранів, тимчасово окупованих територій та внутрішньо переміщених осіб | Міністерство у справах ветеранів (Мінветеранів)                                              | перейменування                |
| Міністерство у справах ветеранів, тимчасово окупованих територій та внутрішньо переміщених осіб | Міністерство з питань тимчасово окупованих територій та внутрішньо переміщених осіб (МінТОТ) | приєднання                    |
| Міністерство цифрової трансформації                                                             | Державне агентство з питань електронного урядування                                          | перетворення                  |

Наступний уряд Дениса Шмигаля скасував частину з цих об'єднань, зокрема 11 березня 2020 року було скасовано рішення про об'єднання Мінветеранів та МінТОТ і про ліквідацію Мінмолодьспорт, а 28 грудня 2020 року було скасовано рішення про реорганізацію Мінагрополітики. Також 27 травня 2020 року було розділено Міністерство енергетики та захисту довкілля.

## Композиція
Новий уряд було скорочено до 17 міністрів з попередніх 25. Новий кабінет був скорочений до 15 міністрів з попередніх 19 
У відповідності з Конституцією України , то Президент України подає кандидатури до парламенту на пост міністра закордонних справ і міністра оборони .
Як повідомляє " Українська правда" , президент Володимир Зеленський продовжив співбесіди з кандидатами на посаду міністра охорони здоров'я в день призначення Кабміну.  На 31 серпня 2019 року, Слуга лідер Люди фракції Давида Arakhamia заявив на ZIK каналі , що , швидше за все, тоді нинішній міністр охорони здоров'я, Зоряна Skaletska , буде замінений Михайло Радуцький (який , згідно Arakhamia необхідної «близько трьох місяців , щоб підготувати " для посади (у серпні 2019 року). 
«Слуга народу» призначила міністрами в уряді Гончарука п’ятьох своїх членів за партійним виборчим списком (які не є членами партії).
4 лютого 2020 року міністра регіонального розвитку Альону Бабак за власним бажанням змінив Денис Шмигаль. 

## Склад

### Голова Кабінету міністрів та його заступники
|  | Посада                                                                         | Фото | Очільник                     | Квота | Повноваження     |
|  | ------------------------------------------------------------------------------ | ---- | ---------------------------- | ----- | ---------------- |
|  | Прем'єр-міністр України                                                        |      | Гончарук Олексій Валерійович |       | з 29 серпня 2019 |
|  | Віцепрем'єр-міністр України з питань європейської і євроатлантичної інтеграції |      | Кулеба Дмитро Іванович       |       | з 29 серпня 2019 |
|  | Віцепрем'єр-міністр України                                                    |      | Федоров Михайло Альбертович  |       | з 29 серпня 2019 |
|  | Віцепрем'єр-міністр України                                                    |      | Шмигаль Денис Анатолійович   |       | з 4 лютого 2020  |

### Міністри
На відміну від попереднього уряду, в уряді Гончарука об'єднано міністерства економіки та аграрної політики, міністерства енергетики та екології, міністерства у справах ветеранів та тимчасово окупованих територій і внутрішньо переміщених осіб, міністерства культури, інформаційної політики та молоді та спорту.
Міністерство регіонального розвитку було реорганізовано в Міністерство розвитку громад і територій.
Наново було створено міністерство цифрової трансформації.
|  | Посада                                                                                     | Фото | Очільник                             | Квота      | Повноваження                   |
|  | ------------------------------------------------------------------------------------------ | ---- | ------------------------------------ | ---------- | ------------------------------ |
|  | Міністр у справах ветеранів, тимчасово окупованих територій та внутрішньо переміщених осіб |      | Коляда Оксана Василівна              |            | з 29 серпня 2019               |
|  | Міністр внутрішніх справ                                                                   |      | Аваков Арсен Борисович               |            | з 29 серпня 2019               |
|  | Міністр енергетики та захисту довкілля                                                     |      | Оржель Олексій Анатолійович          |            | з 29 серпня 2019               |
|  | Міністр закордонних справ                                                                  |      | Пристайко Вадим Володимирович        | Президента | з 29 серпня 2019               |
|  | Міністр інфраструктури                                                                     |      | Криклій Владислав Артурович          |            | з 29 серпня 2019               |
|  | Міністр культури, молоді та спорту                                                         |      | Бородянський Володимир Володимирович |            | з 29 серпня 2019               |
|  | Міністр оборони                                                                            |      | Загороднюк Андрій Павлович           | Президента | з 29 серпня 2019               |
|  | Міністр освіти і науки                                                                     |      | Новосад Ганна Ігорівна               |            | з 29 серпня 2019               |
|  | Міністр охорони здоров'я                                                                   |      | Скалецька Зоряна Степанівна          |            | з 29 серпня 2019               |
|  | Міністр розвитку громад і територій                                                        |      | Бабак Альона Валеріївна              |            | 29 серпня 2019 — 4 лютого 2020 |
|  | Міністр розвитку громад і територій                                                        |      | Шмигаль Денис Анатолійович           |            | з 4 лютого 2020                |
|  | Міністр розвитку економіки, торгівлі та сільського господарства                            |      | Милованов Тимофій Сергійович         |            | з 29 серпня 2019               |
|  | Міністр соціальної політики                                                                |      | Соколовська Юлія Сергіївна           |            | з 29 серпня 2019               |
|  | Міністр фінансів                                                                           |      | Маркарова Оксана Сергіївна           |            | з 29 серпня 2019               |
|  | Міністр цифрової трансформації                                                             |      | Федоров Михайло Альбертович          |            | з 29 серпня 2019               |
|  | Міністр юстиції                                                                            |      | Малюська Денис Леонтійович           |            | з 29 серпня 2019               |
|  | Міністр Кабінету Міністрів                                                                 |      | Дубілет Дмитро Олександрович         |            | з 29 серпня 2019               |

## Приватизація
Уряд Гончарука проголосив продовження «великої приватизації». Зокрема планується приватизувати:
1. Одеський припортовий завод;
2. «Центренерго»;
3. Об'єднана гірничо-хімічна компанія;
4. «Президент-готель»;
5. Фармкомпанія «Індар»;
6. «Тернопільобленерго»;
7. «Запоріжжяобленерго»;
8. «Харьківобленерго»;
9. «Хмельницькобленерго»;
10. «Миколаївобленерго»;
11. Завод «Електротяжмаш»;
12. «Азовмаш»;
13. «Сумхімпром»;
14. «Оріана»;
15. «Украгролізинг».

## Відставка
На початку 2020 року вітчизняні ЗМІ повідомляли, що президент Володимир Зеленський втратив довіру до прем’єр-міністра Олексія Гончарука через повільну швидкість, з якою його уряд проводить реформи. Українські ЗМІ очікували, що ця недовіра завершиться голосуванням у Верховній Раді 4 березня, на якому Зеленський запропонує кардинальні зміни до уряду, включаючи призначення нового прем’єр-міністра. 
3 березня 2020 року Гончарук подав у відставку, і відповідно до українського законодавства відставка прем’єр-міністра означає автоматичну відставку всього уряду. Виступаючи перед голосуванням про звільнення Гончарука, президент Зеленський подякував йому за роботу, звинувачуючи уряд у неефективності економічної політики, падіння промислового виробництва та митних надходжень, а також у поганій комунікації з місцевою владою та громадськістю, а також не підготуватися до подальших реформ. Наступного дня уряд Гончарука був замінений урядом Шмигаля.
Сам Гончарук пов'язував свою відставку із систематичною боротьбою з корупцією його уряду та перекриття корупційних схем окремих груп впливу. Паралельно в ЗМІ з'явилася інформація, що однією з головних причин його відставки стало рішення щодо заміни керівництва компанії «Центренерго» та трьох обленерго. Діяльність «Центренерго» та її менеджменту пов'язують із олігархом Ігорем Коломойським.